# Vittorio Delucchi

Vittorio Delucchi (ca. 1981)

Vittorio Delucchi (* 21. Mai 1925 in Arogno; † 26. November 2015; heimatberechtigt in Arogno) war ein Schweizer Entomologe und Hochschullehrer.

## Leben
Vittorio Delucchi, Sohn des Baumeisters Ortello und der Egle, geborene Tantardini, war in erster Ehe mit Emma Beccari († 1962), Tochter des Arturo, Philosophieprofessor an der Universität Florenz, und in zweiter Ehe mit Geraldine Laflamme († 1983), Tochter des in Québec ansässigen Joseph, verheiratet. Seine dritte Ehefrau war Wally Giger, Tochter des Sebastian, eines Verwalters in Lugano.

## Schaffen
Delucchi studierte am Lehrerseminar Locarno und absolvierte anschliessend ein Studium, das er 1953 mit dem Doktortitel (Dr. Ing.-Agr.) der ETH Zürich abschloss. Von 1949 bis 1959 war Delucchi als Entomologe an der schweizerischen Station des Commonwealth Institute of Biological Control tätig. Anschliessend, von 1959 bis 1968, arbeitete er als Experte der UN-Organisation für Ernährung und Landwirtschaft (FAO) in Marokko, im Nahen Osten und im FAO-Hauptquartier in Rom.
Von 1968 bis 1990 war Delucchi Professor für Entomologie an der ETH Zürich, wo er 1980 mit Heinz Kern das Institut für Phytomedizin gründete. Seine Forschungen galten unter anderem der biologischen Schädlingsbekämpfung und der Erfassung der Agrar-Ökosysteme im In- und Ausland, wie etwa Griechenland, Madagaskar, Sudan und Westafrika. Delucchi war zudem an der Gründung der Schweizerischen Gesellschaft für Phytomedizin sowie der Internationalen Organisation für biologische Schädlingsbekämpfung im Jahre 1955 beteiligt.